# Бојан Дојкић
Бојан Дојкић (Пирот, 25. октобра 1984) српски је фудбалер, који тренутно наступа за пиротски Раднички. Висок је 189 центиметара и игра у одбрани.

## Каријера
Дојкић је фудбалом почео да се бави у родном Пироту, прошавши млађе категорије локалног Радничког. У том клубу је започео и своју сениорску каријеру, након чега је прешао у кулски Хајдук. У матични Раднички вратио се током лета 2006, те је за клуб наступао до краја исте календарске године, као уступљени играч. У наставку сезоне усталио се у саставу Хајдука, са којим је учествовао у Интертото купу. У клубу је остао до 2009. године, док је пролећни део такмичарске 2009/10. у Првој лиги Србије провео у екипи нишког Радничког. Након тога је играо за Трикалу и Локомотиву из Пловдива. Нишком Радничком је поново приступио пред почетак сезоне 2011/12, а током исте стандардно је наступао у Првој лиги Србије и по њеном завршетку освојио прво место на табели и са клубом изборио пласман у Суперлигу Србије. После Пјерикоса, Агротикос Астераса, Трикале по други пут и Аполон Каламираса, Дојкић је потписао за Олимпијакос из Волоса, последњег дана 2016. године. Лета наредне године, вратио се у родни Пирот и потписао за матични Раднички. Током такмичарске 2017/18, Дојкић стандарно наступао у Првој лиги Србије, а после испадања клуба у нижи ранг и у Српској лиги Исток, за сезону 2018/19. Освојивши то такмичење, са клубом је изборио поновни пласман у Прву лигу Србије, те је потом уврштен и у састав за такмичарску 2019/20.

## Трофеји и награде
Раднички Ниш
- Прва лига Србије: 2011/12.[9]

Раднички Пирот
- Друга лига Србије и Црне Горе у фудбалу — Исток: 2004/05.[15]

- Српска лига Исток: 2018/19.[13]